# Антоніо Лабріола
Антоніо Лабріола (2 липня 1843, Кассіно — 12 лютого 1904, Рим) — філософ, один з перших пропагандистів марксизму в Італії, діяч соціалістичного руху. Професор практичної філософії та педагогіки Римського університету (з 1874).
Під час навчання на філософському факультеті Неапольського університету долучився до філософії Гегеля. Згодом відійшов від младогегельянства й абстрактного соціалізму і прийшов до марксизму.
Його теоретичні розробки отримали подальший розвиток в роботах Антоніо Ґрамші, Пальміро Тольятті та інших діячів італійської компартії.